# Compagnia della Cina
La Compagnia della Cina fu una compagnia mercantile francese fondata nel 1660 dalla società cattolica Compagnia del Santo Sacramento, allo scopo di inviare missionari in Asia (inizialmente i Vescovi François Pallu, Pierre Lambert de la Motte e Ignace Cotolendi della neonata Società Parigina delle Missioni Straniere). La compagnia fu modellata sull'esempio della Compagnia Olandese delle Indie Orientali
Fu costruita una nave nei Paesi Bassi dall'armatore Fermanel, ma essa andò a picco subito dopo il varo. L'unica soluzione possibile per i missionari fu quella di viaggiare per via di terra, dato che il Portogallo avrebbe rifiutato di trasportare per nave missionari non aderenti al Padroado, e gli olandesi e gli inglesi rifiutavano i missionari cattolici.
Nel 1664, la Compagnia della Cina venne fusa da Jean-Baptiste Colbert con la Compagnia d'Oriente e la Compagnia del Madagascar nella Compagnia Francese delle Indie Orientali.
Nel 1698 venne fondata una seconda Compagnia della Cina.
La Compagnia della Cina fu riattivata nel 1723.